# L-Диоксифенилаланин
L-Диоксифенилаланин (3,4-дигидроксифенилаланин (устаревшее 3,4-ДиОксиФенилАланин, ДОФА) — аминокислота, продукт гидроксилирования тирозина. Промежуточный продукт биосинтеза дофамина, норадреналина, адреналина и меланинов, применяется как лекарственное средство леводопа — противопаркинсоническое средство; при паркинсонизме понижено содержание дофамина в базальных ганглиях мозга, для лечения этого заболевания целесообразно применение веществ, повышающих содержание дофамина в ЦНС. Дофамин не может быть использован для этой цели, так как он плохо проникает через гематоэнцефалический барьер. Диоксифенилаланин (дофа), который при пероральном введении всасывается, проникает в ЦНС, подвергается декарбоксилированию, превращается в дофамин и, пополняя его запасы в базальных ганглиях, стимулирует дофаминовые рецепторы и обеспечивает при паркинсонизме лечебный эффект.
В качестве лекарственного препарата леводопа применяется синтетический левовращающий изомер диоксифенилаланина — L-дофа, который значительно более активен, чем правовращающий изомер, который устраняет гипокинезию, ригидность, тремор, дисфагию. Дофамин, образовавшийся в периферических тканях, здесь не участвует в реализации, а ответственен за большинство её побочных эффектов. Терапевтический эффект отмечается через 6-8 дней, а максимальный — через 25-30 суток. Установлено, что лечебный эффект достигается у 50—60 % больных.
У остальных эффект мало выражен, дозировка не может быть увеличена из-за побочных явлений.
Лечение начинают с малых доз, внутрь, постепенно повышая их до оптимальной для каждого.
Начальная доза — 0.25-1 г в 2-3 приема. Дозу постепенно увеличивают на 0.125-0.75 г каждые 2-3 дня в зависимости от переносимости и до достижения оптимального терапевтического эффекта. Максимальная суточная доза — 8 г. Отмену проводят постепенно.

## Побочные эффекты

### Со стороны пищеварительной системы
Снижение аппетита, тошнота, рвота, запоры, дисфагия, изъязвление слизистой оболочки желудочно-кишечного тракта, гастралгия, желудочно-кишечное кровотечение (у больных язвенной болезнью в анамнезе).

### Со стороны нервной системы
Сонливость или бессонница, тревожность, головокружение, параноидные состояния, гипомания (при повышенном сексуальном влечении и антисоциальном поведении), эйфория, депрессия, деменция, атаксия, судороги, спастическая кривошея, дискинезия, хореиформные, дистонические и др. неконтролируемые движения, суицидальные мысли.

### Со стороны сердечно-сосудистой системы
Снижение артериального давления, ортостатический коллапс, аритмии, тахикардия.

### Со стороны органов кроветворения
Лейкопения, тромбоцитопения.

### Прочие
Полиурия; редко — диплопия.

## Получение
- Гидроксилирование — это окисление под влиянием ферментов; при котором происходит превращение многих чужеродных соединений в их метаболиты, содержащие гидроксильные группы. Поэтому такие реакции окисления называются реакциями гидроксилирования. При окислении, кольца тирозина (под действием фермента тирозиназы) гидроксилируют незаменимую аминокислоту фенилаланин в тирозин. Более подробно биосинтез тирозина рассмотрен в статье шикиматный путь. Тирозин относят к заменимым для большинства животных и человека аминокислотам, так как в организме эта аминокислота образуется из другой (незаменимой) аминокислоты — фенилаланина.

## Физические свойства
- Белый кристаллический порошок, мало растворим в воде, нерастворим в спирте.[2]
- Обладает оптической изомерией, биологически активен L-изомер.

## Биологическая роль
Дофамин — это нейромедиатор, играющий важную роль в системе вознаграждения мозга. Он часто ассоциируется с ощущением удовольствия, так как его высвобождение может быть связано с положительными переживаниями. Уровень дофамина в мозге может увеличиваться в ответ на различные стимулы, включая приятные события и воспоминания. Это явление лежит в основе мотивационной системы человека, где дофаминовая активность стимулирует стремление к повторению положительных опытов. Кроме того, дофамин выполняет ряд других функций, включая регуляцию двигательной активности и когнитивных процессов.
Если обобщить все известные на сегодняшний день сведения о влиянии дофамина, то группы его функций можно описать так:
1. Ответственность за реакции вознаграждения и мотивации. При достижении значимых для конкретного человека результатов происходит повышение выброса дофамина в кровь, и мы испытываем положительные эмоции. И наоборот, при отрицательном результате мозг через снижение содержания и выброса дофамина вводит нас в состояние неудовольствия. Гормон служит для формирования реакции подкрепления в случае успеха, благодаря этому и приобретается мотивация для дальнейшей работы.
2. Контроль поведения. Гормон отвечает за преобразование инстинктивно возникающих импульсов к действию в конкретные шаги к достижению цели. Другими словами, он регулирует исполнение наших желаний, в том числе сексуального характера. Дофамин помогает нам сделать выбор в стратегии поведения в конкретной ситуации. Эта же система ответственна за формирование патологической зависимости, например, наркомании.
3. Контроль двигательных функций. В клинической практике установлено, что постепенная гибель нейронов данной сигнальной цепи приводит к развитию болезни Паркинсона.
4. Регуляция уровня содержания других гормонов в организме, в частности — торможение синтеза пролактина.
5. Влияние на когнитивные способности. Дофамин улучшает концентрацию, повышает сосредоточенность и память, при этом помогает легче переключать внимание в процессе обдумывания решений.

Таким образом, функции дофамина в организме очень разнообразны. Это и один из важнейших гормонов, и нейромедиатор, который улучшает настроение и пробуждает интерес к жизни. Поэтому очень большой потенциал представляет изучение предшественника гормона — вещества L-ДОФА для медицинских целей.

## Применение
Лародопа — противопаркинсоническое средство.